# Chiheb Zoghlami
Chiheb Zoghlami, né le 19 décembre 1991 à Tunis, est un footballeur tunisien évoluant au poste d'attaquant.

## Biographie

### Carrière
En 2019, il s'engage avec le Stade tunisien.

## Clubs
- jusqu'en juillet 2012 : Club sportif sfaxien (Tunisie)
  - janvier-juin 2012 : → Stade gabésien (Tunisie), prêt
- juillet 2012-janvier 2013 : Avenir sportif de Gabès (Tunisie)
- janvier-juillet 2013 : Espoir sportif de Hammam Sousse (Tunisie)
- juillet 2013-juillet 2014 : Association sportive de Djerba (Tunisie)
- juillet 2014-août 2017 : Club africain (Tunisie)
  - septembre 2015-janvier 2016 : → Al-Nahda Club (Oman), prêt
  - janvier-juin 2016 : → Union sportive de Ben Guerdane (Tunisie), prêt
  - août 2016-juin 2017 : → Club sportif de Hammam Lif (Tunisie), prêt
- août 2017-septembre 2019 : Union sportive de Ben Guerdane (Tunisie)
- septembre 2019-septembre 2021 : Stade tunisien (Tunisie)
  - janvier-juin 2020 : → Ohod Saudi Football Club (Arabie saoudite), prêt
- septembre 2021-août 2022 : Union sportive de Tataouine (Tunisie)
- août 2022-septembre 2023 : Alittihad Misurata SC (en) (Libye)
- depuis septembre 2023 : Jeunesse sportive d'El Omrane (Tunisie)

Source : Transfermarkt

## Palmarès
- Championnat de Tunisie (1) : 2015[réf. nécessaire]